# ラオコオン論争
ラオコオン論争は、視覚芸術をめぐって18世紀のドイツを中心としたヨーロッパで行われた議論である。論争の発端となった者はドイツの詩人・思想家のゴットホールト・エフライム・レッシングで、その論争は、絵画や彫刻など視覚的な芸術を「空間芸術」と定義し、文学や舞台など視覚以外の要素が混然とした芸術（時間芸術）から区別することにつながった。

## 当時の美術の趨勢
ヨハン・ゲオルグ・スルツァーやモーゼス・メンデルスゾーンたちの提唱していたのはゴットフリート・ライプニッツ及びクリスティアン・ヴォルフの哲学に基づいて、抽象的概念から演繹法を利用して美の法則を導き出そうとした手法であった。

## ヴィンケルマンの主張
ヴィンケルマンは自著を通して、当時の美術の主流に対して異を唱えた。ヴィンケルマンは精密な観察に基づいた記述を重視し、そこから得た知覚的印象から実質的及び帰納的に美の法則を打ち立てようとした。その際彼が基準としたのは古典、特に古代ギリシア美術の模倣であった。

## 論争

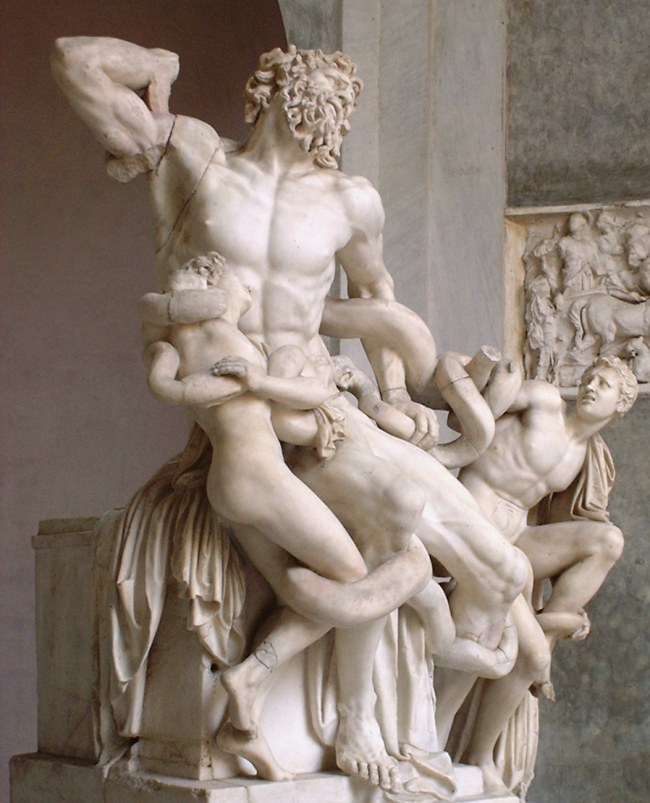
ラオコーン像（バチカン美術館）

ゴットホールト・エフライム・レッシングはその著書『ラオコオン』(ドイツ語版)（1766年）で、1506年にローマで発掘された彫刻・ラオコーン像を論じ、ヨハン・ヨアヒム・ヴィンケルマンの『ギリシャ芸術模倣論』（1755年）のラオコーン像賛美に挑んで論争を起こした。
ヴィンケルマンは怪物に食われようとするラオコーン親子の像が強い印象を与えるのは、その断末魔や苦痛の表情ではなく抑制された表現にあるとして、古代芸術の「気品ある単純と静穏なる偉大」を賛美した。一方、レッシングは、ラオコーン像の彫刻家は美を達成するために見苦しい断末魔のシーンを避けてその寸前を描いたから抑制された印象が現れたのだとした。ここから、レッシングは空間を使って絵具やノミで表現する絵画や彫刻は、人物や風景などの物体を対象とし、唯一の決定的瞬間・最も含蓄のある瞬間を描くものであり、対象の行為を描き時間の中の継続的な行為を描く文学や舞台などとは別のものとして分けた。彼の論によって、それまで「詩は絵のように」と、詩と絵画を姉妹としてみてきた西洋において、視覚芸術（空間芸術）と言語芸術（時間芸術）は厳然と分けられた。

## 美術の中の時間
ただし、絵画の中に複数の時間を並列して描くことは、西洋の中世の宗教画や日本の絵巻物など古くから例が見られる。コマの連続した漫画（カートゥーン）もその伝統を汲むものであろう。また、写真や映画が目ではわからなかった動きを再現し、人間の視覚に多大な影響を与えた近代以降は、未来派など絵画や彫刻の中に「時間」を取り戻す動きが見られる。

## 参考資料

### 文献
- ゴットホルト・エフライム・レッシング著斎藤栄治訳『ラオコオン 絵画と文学との限界について』  岩波文庫1970 ISBN 978-4003240410
- 若林光夫「ラオコーン群像をめぐって : ウィンケルマン - レッシング - ヘルダー」『ドイツ文學研究』第16巻、京都大学教養部ドイツ語研究室、1968年3月、1-24頁、CRID 1050845760718883968、hdl:2433/184927、ISSN 0419-5817。